# Бессарабсько-Таврійський земельний банк

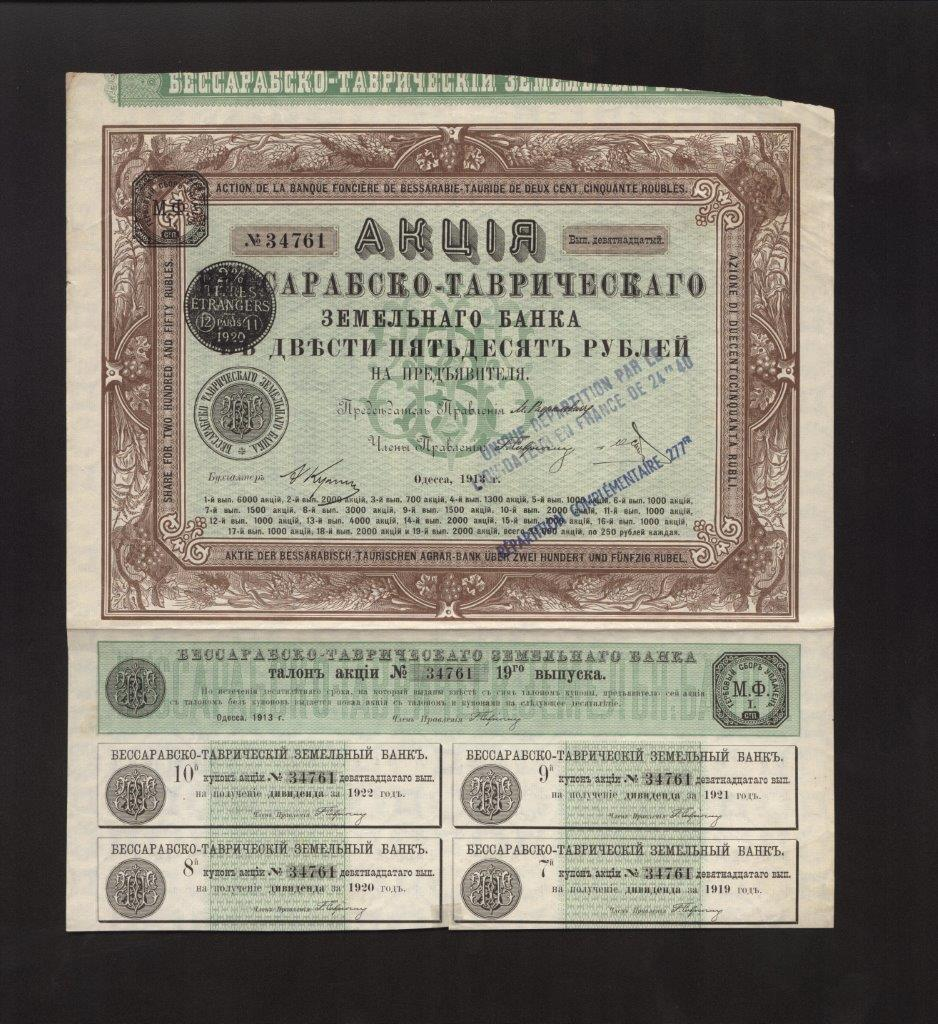
Акція у 250 рублів на пред'явника Бессарабсько-Таврійського земельного банку. Одеса, 1913

Бессарабсько-Таврійський земельний банк — велика фінансова установа дореволюційної Росії. Правління банку розміщувалося в Одесі.

## Історія
Відкрився в 1872, лише через одинадцять років після скасування в Росії кріпосного права. Внаслідок підписання імператором Олександром II Високого маніфесту 19 лютого 1861 (Про скасування кріпосного права) підневільні селяни отримали звільнення, а численні поміщики втратили безоплатну робочу силу. Єдиним капіталом, що залишився у більшості з них, були великі земельні наділи, які можна було б закладати для отримання кредитів. Багато в чому з цієї причини на початок 1870-х виникла необхідність появи банківських установ, які надають такі види послуг.
Став одним з десяти акціонерних земельних банків Російської імперії (до яких належали Харківський, Полтавський, С.-Петербурзько-Тульський, Московський, Нижегородсько-Самарський, Київський, Віленський, Ярославсько-Костромський і Донський) всі з яких почали свої операції в 1871-1873. Складаний капітал цих фінансових установ, що надавали короткострокові та довгострокові позички під заставу як земель, так і міських нерухомих майнов, до 1 липня 1898 становив 51 716 520 рублів. 
Засновниками виступили Григорій Маразлі, Н. М. Чихачов, А. Стюард та інші відомі містяни. Основний капітал банку становив 1,5 млн. руб, поділених на 6000 акцій за ціною 250 рублів за штуку. Діяльність банку охоплювала Херсонську, Таврійську, Подільську та Бессарабську губернії, а також Одеське та Керч-Єнікальське градоначальство. Банк також відрізняла широка мережа представництв по Імперії: в Катеринославі, Бахмуті, Павлограді, Олександрівську та Нікополі (Катеринославській), Мітаві та Лібаві (Курляндській) та Ревелі (Естляндській) губерніях. 
Завдяки вивіреній кредитно-фінансовій політиці та своєму вмілому управлінню банк зміг успішно проіснувати аж до остаточного встановлення радянської влади в Одесі в 1920.
Велична будівля головної контори банку, побудованого за проектом відомого одеського архітектора Семена Андрійовича. Херсонській, 25 (нині вул. Пастера), збереглося досі.